# Fondali Noli - Bergeggi
Fondali Noli - Bergeggi este o arie protejată (arie specială de conservare — SAC, sit de importanță comunitară — SCI) din Italia întinsă pe o suprafață de 380 ha, integral marine.

## Localizare
Centrul sitului Fondali Noli - Bergeggi este situat la coordonatele 44°13′43″N 8°25′46″E / 44.228611°N 8.429444°E.

## Înființare
Situl Fondali Noli - Bergeggi a fost declarat sit de importanță comunitară în iunie 1995 pentru a proteja 2 specii de animale. Situl a fost protejat și ca arie specială de conservare în octombrie 2016.

## Biodiversitate
Situată în ecoregiunea mediteraneană, aria protejată conține 4 habitate naturale: Recifuri, Bancuri de nisip acoperite în permanență slab de apă marină, Peșteri marine scufundate complet sau parțial, Straturi cu Posidonia (Posidonion oceanicae).
La baza desemnării sitului se află mai multe specii protejate:
- mamifere (1): delfin mare (Tursiops truncatus)
- reptile (1): Caretta caretta

Pe lângă speciile protejate, pe teritoriul sitului au mai fost identificate 2 specii de plante, 21 de specii de nevertebrate, 24 de specii de pești.